# Castillo de Gaibiel
El castillo de Gaibiel se encuentra en la comarca del Alto Palancia (Comunidad Valenciana), en la cumbre de un promontorio, el monte conocido como La Umbría (con solo 350 metros cuadrados de superficie construida) frente a la villa. Está declarado Bien de Interés Cultural, no presentando todavía anotación ministerial, por lo que solo se cuenta con el código identificativo: 12.07.065-003, según consta en la Dirección General de Patrimonio Artístico de la Generalidad Valenciana.

## Historia
La fortaleza es de origen islámico, en concreto de la época almohade, a pesar de que se han encontrado restos de un asentamiento íbero. Posteriormente, fue ampliado en los siglos XIV, XVI y XIX.
Después de la Guerras Carlistas quedó en estado de abandono. Durante la Guerra Civil española se excavaron trincheras en su interior, que todavía pueden apreciarse. A principios del siglo XXI ha sido reconstruido, tras realizarse en él diversas intervenciones arqueológicas, alguna de las cuales bajo la dirección de Rafael Martínez-Porral, como las que se realizaron en el año 2004, que permitieron constatar la existencia de diferentes habitáculos algunos, de los cuales utilizados como cocina, que además presentaba un horno moruno; capilla, que presentaba una dimensiones considerables; nevera interior; dos aljibes; zona de patio; etc.
Tras la conquista de la zona por parte de las tropas del rey Jaime I de Aragón, Gaibiel fue cedida a Pedro Garcés de Roda en agosto del año 1237.
El castillo estuvo en manos de la familia Heredia hasta el siglo XVI. En 1636 pasa a aser propiedad de los Condes de Priego a través de los Garcés de Marcilla, herederos de la familia Heredia en la Baronía de Gaibiel.

## Descripción
Las diversas ocupaciones a lo largo de la historia han hecho que haya estructuras que pertenecen en momentos constructivos diferenciados, así como la reutilización y modificación de espacios.
Se trata de un castillo de planta poligonal irregular, con murallas, torre del homenaje y torres circulares.
Se considera que la entrada principal está en la parte este, mediante un camino que sube por la montaña y que queda apretada entre una torre circular y la propia orografía. De aquí se accedía en una habitación semirectangular que hacía de depósito de armas, que a su vez se abría al pasillo principal que comunicaba con los otros aposentos de la parte baja de la fortaleza.
A la parte izquierda del castillo se levanta un espacio amplio y alargado, posiblemente la capilla , como indica la existencia de bancos corridos en el área que correspondería al coro, y un lugar más amplio donde podría situarse un retablo, a la cabecera del aposento.
La torre norte, de planta rectangular, contaba con al menos tres pisos, de sillares . Junto a ella, una habitación que no cuenta con ninguna apertura, por lo cual se considera que debía de ser la nevera .
Las cocinas se ubicaban en el extremo oeste, unas habitaciones anchas que también eran empleadas como despensas, almacenes de alimentos y leña y un aljibe que aprovechaba el agua de la cubierta del castillo. Se han encontrado bancos adosados en las paredes, que hacían de asiento para el comedor y los restos de horno moro, del cual se conserva la arrancada de la bóveda (el cual se encuentra muy alejado del cubículo que hacía de nevera, que sin embargo estaba cerca de la cocina en general)
Extramuros, se ha documentado otros espacios como por ejemplo muros, torreones, barbacanas, otro aljibe y estructuras para la defensa de la plaza. Hay una falsa braga, un muro bajo destinado a alejar los atacantes del muro principal, proyectado en forma de arco, la cual se reforzaba con por un doble muro exterior cerrado por dos torres semicirculares.
Por la parte oeste, bajo un torreón, se ha ubicado la existencia de otra torre más antigua, de planta cúbica, masonería y encalada en el exterior, con reminiscencias almohades.